# Lipofobnost
Lipofobnost, ponekad zvana i lipofobija (grč.  λιποφοβία od  λίπος  - lipos  = mast + φόβος fobos = strah) je osobenost nekog hemijskog jedinjeja koja označava odbojnost prema mastima (odbacivanje masti), opisno strah od masti. Lipofobna jedinjenja su nerastvorna u lipidima  ili drugim nepolarnim rastvaračima. S druge tačke gledišta, ona ne upijaju masti.
Oleofobnost  (lat. oleum = ulje,  od grč. ελαιοφοβικό - eleofobiko,  iz έλαιο eleo = ulje + φόβος - fobos  = strah) je uži oblik lipofobnosti, koji se odnosi na fizičke osobenosti molekula koji su odbojni prema nafti.
Najčešća lipofobna supstanca je voda.

## Upotreba
Lipofobni premazi se koriste za zaslone koji su osetljivi na dodir kod Aplovih iPhone 3GS, njihovih iPadova, Nokijin N9 i  Lumia aparata, HTC HD2, Hero i  Flajer i mnogih drugih telefona da odbijaju ulja. Oni pomažu u sprečavanju i čišćenju otisaka  prsta. Većina "oleofobnih" prevlaka koje se koriste na mobilnim uređajima su fluoropolimerne – čvrste materije na bazi sličnosti sa teflonom, koji se koristio na HTC Hero), a oba su i lipofilna i hidrofobna. Pored toga što su lipofilni ili oleofobni, perfluoropolieterski premazi prenose izuzetnu umašćenost na dodirivanje ekrana i daju im "osećaj glatkosti", koji olakšava njihovo korištenje. Upotreba izopropilnog alkohola za čišćenje ekrana može oštetiti aparat ili ukloniti premaz.
Iako postoji nekoliko proizvoda za obnovu ili dodavanje lipofobnih obloga, nije pronađeno sveobuhvatno rešenje.